# Ricardo Lamote de Grignon
Ricard Lamote de Grignon i Ribas (Barcelone, 25 septembre 1899 – Barcelone, 5 février 1962), est un compositeur et chef d'orchestre espagnol catalan.

## Biographie
Ricard Lamote de Grignon est né et mort à Barcelone. Il est le fils unique du compositeur Joan Lamote de Grignon et Florentina Ribas. Il est initié au monde de la musique par son père, puis plus tard étudie au Conservatoire de musique de Liceu et à l'académie Marshall, les deux situés à Barcelone. À vingt ans, il rejoint l'Orchestre symphonique de Barcelone et le Gran Teatre del Liceu en tant que violoncelliste. En 1930, il est nommé directeur de l'Orchestre symphonique de Gérone et en 1932, en tant que chef adjoint de la fanfare municipale de Barcelone.
Au début de la guerre civile espagnole, il s'enfuit à Valence pour rejoindre son père, travaillant à ses côtés en tant que directeur adjoint du nouvel Orchestre municipal. En 1948, il retourne à Barcelone, mais, dans l'impossibilité de retrouver sa place à la direction de la fanfare municipale, il se consacre à la composition musicale et à l'étude. En 1957, il occupe le poste de vice-directeur de l'Orchestre municipal et, jusqu'à sa mort en 1962, collabore avec son grand ami Eduard Toldrà.

## Œuvres
Son œuvre comprend de nombreuses pièces pour piano, poèmes symphoniques, ainsi que de la musique de chambre et la musique pour chœur avec orchestre symphonique, sans oublier ses apports au répertoire de la sardane et à la musique d'harmonie.
- Parmi les œuvres symphoniques, citons parmi d'autres : Facècia (1936) qui a obtenu le prix Juli Garreta en 1938, Dos Petits Poemes, Cartell Simfònic (1936), Tres Sonates del Pare Soler ou Simfonia Catalana (1950) et Concierto Mágico, de la musique pour le film du même nom et Tríptico de la Piel de Toro, pour piano et orchestre.
- Des ballets comme, El Rusc, exécutée pour la première fois au Gran Teatro del Liceo, Somnis (1929) et de l'Un Prat, dédié à son « père et maître » et Divertimento (1936) pour l'orchestre symphonique de jazz.
- Ses opéras sont de grande envergure, comme La Cabeza del Dragón (1939), créé en 1959, sur un livret de Valle-Inclán ; ou des opéras de chambre, comme Le Petit Chaperon Vert, sur un texte français de Marià Camí, ou Mágia, dont il écrit lui-même le livret, créé en 1952 ; et un opéra pour enfants, La Flor, créée en 1934 et produit à plusieurs reprises.
- Le poème symphonique Enigmes a remporté le Premio Ciutat de Barcelona, en 1950, de même que son œuvre posthume El Càntic dels Càntics, achevée juste avant sa mort en 1962.
- La musique vocale comprend des œuvres pour voix et piano sur des poèmes de Carner et Maragall, notamment, des pièces chorales et des pièces comme la Romance del Caballero, et l'harmonisation de chants traditionnels.
- De ses petites œuvres pour piano et de celles destinées à différents ensembles instrumentaux, notons : la Toccata, qui a reçu le Premio Santa Llúcia, 1957 des Juventudes Musicales ; l'œuvre Goya, Six désagréable pièces pour dix solistes; et une série de pièces pour différents ensembles de vents intitulée Miniatures, conçu pour être des exercices de répétition pour les instrumentistes de l'Orchestre de Valence.
- Sardanes pour Cobla: Amical, Camí de Llum, Nupcial, El Noguer, El Mas, Sant Elm et Enyor[2]

Les archives de la famille Lamote de Grignon, avec des œuvres de Ricardo et son père, Joan, est dépôt de document musique de la Generalitat de Catalunya et peut être étudié à la Bibliothèque nationale de Catalogne.

## Partitions
- Goya : Six pièces désagréables pour 10 solistes

## Enregistrements
- GOYA: Six désagréable pièces pour 10 solistes, Barcino[3] Emsemble, Adolphe Pla (directeur)